# Nagy búvárbogár
A nagy búvárbogár (Cybister lateralimarginalis) a rovarok (Insecta) osztályának bogarak (Coleoptera) rendjébe, ezen belül a csíkbogárfélék (Dytiscidae) családjába tartozó faj.

## Előfordulása
A nagy búvárbogár Közép-Európában szórványosan fordul elő, száma csökkent.

## Megjelenése
A nagy búvárbogár a sárgaszegélyű csíkbogárhoz (Dytiscus marginalis) hasonló, teste azonban szélesebb és lapítottabb, a legszélesebb rész jóval a test közepe mögött fekszik. Az előtor háta csak oldalt sárga szegélyű. A lábszárak a hátulsó lábakon feltűnően rövidek, szélességüknél alig hosszabbak. Az állat feketészöld színű.

## Életmódja

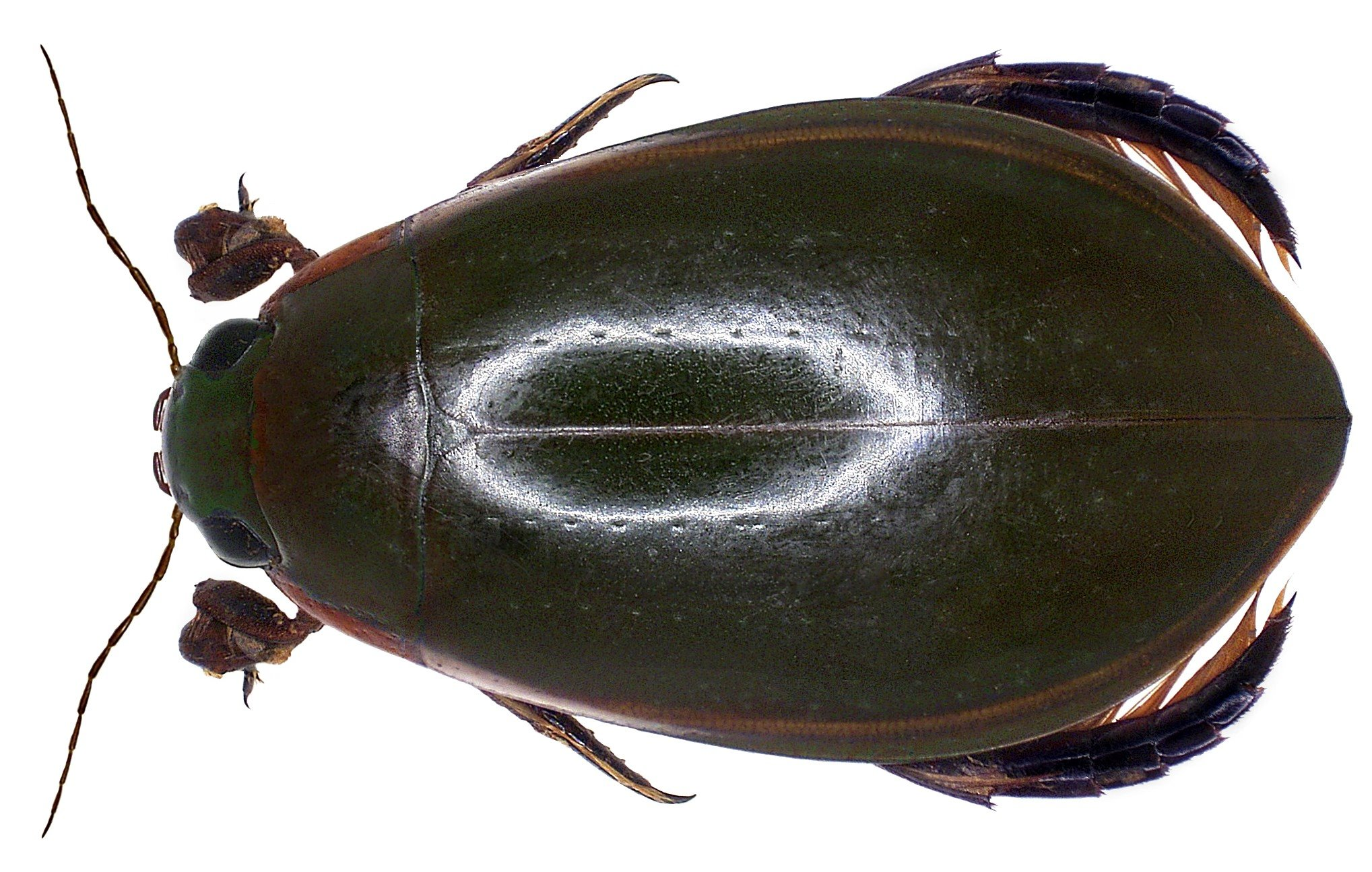
Kifejlett hím példány

A nagy búvárbogár tiszta vizű, dús növényzetű tavak lakója. A csíkbogárfélék között a legjobb úszó. Tápláléka vízicsigák és ebihalak. Szívesen elfoglalja a kerti tavakat. Kisebb tavak dús növényzetű parti részeiben országszerte gyakori. Amikor levegőt vesz, a potroha végét dugja ki a vízből, és így  újítja meg a szárnyfedői alatt lévő levegőtartalékát. Jól úszik, de 1 méternél mélyebbre nem merül le. Éjszaka nagy távolságokra repül, és a mesterséges fény vonzza. Kifejletten ez a faj is ártalmatlan, de a nagyobb lárvák haraphatnak.  Éjszaka új vizekre repül. A kifejlett rovar téli álmot alszik. A bogarak tartózkodási helyük vízében a jég alatt telelnek át. Az imágók és a lárvák is ragadozó életmódot folytatnak. Halastavakban gyakori. Az imágó jó repülő, gyakran láthatjuk vízparti lámpák körül és a fénycsapdákban is néha tömeges. Leginkább mocsarak, halastavak, árkok állóvizeit keresi fel tanyájául. Búvárbogarak azonban hajlamosak komótosan evezgetve pásztázni a vadászterületet. Pihenéskor a víz alatt hosszú középső lábaival a vízinövényekbe kapaszkodik, Időről időre azonban a felszínre jön.

## Szaporodása
Nyáron vagy ősszel hagyja el a nagy búvárbogár vékony falú, nedves földben lévő, cseresznye nagyságú és gömbölyű bábtokját, és ha a telet tavak, vagy tócsák vizében átélte, kb. márciusban kezdi meg szaporodási műveletét, amely a korai nyárig is eltarthat. A petéket nem süllyeszti vízinövényekbe, hanem közvetlenül a víz tükre fölött rejti el farészek, fűgyökérzet közé, vagy fakéreg alá. A felette aprófejű és karcsú nyakrésszel bíró lárvák gyenge szájszerveikkel nagyobb állatokra veszélytelenek. Fő táplálékát az első szakokban apró planktonrákok képezik, amelyek nedvét kiszívják. Carl Wesenberg-Lund figyelte meg, amint ezek a lárvák vízinövényeken mászkáló kagylósrákokra vadásztak és ezeket egymásután szedték le a növényekről. Némelykor közvetlenül a víz tükre alatt is tartózkodnak ezek a kis rablók, amikor kilátásuk van egy-egy, a levegőben elsurranó rovart elcsípni és azt a hűvös hullámsírba húzva ott kényelmesen kiszívni. Később nagy számban nyüzsögnek a vízben az apró lárvák, amelyek kb. 4–5 nap múltán érik el a 10 mm hosszúságot. A teljesen kifejlődött lárvák fején elül két görbült hegyes szívófog foglal helyet, amelyek a felső állkapcsoknak felelnek meg, ezeket egész hosszában csatorna szeli át. A Dytiscus-lárva a kifejlődött bogáréhoz hasonló rabló életmódot folytat. Mindenféle rovarlárva, víziászka, békaporonty, sőt apró halak is esnek áldozatául. Hegyes szívófogóját bevágja zsákmányába és beléjük fecskendezi táplálócsövéből származó barna nedvét. Ezzel áldozatát a legrövidebb idő alatt teszi ártalmatlanná, mert a befecskendezett nedv, mely fehérjét oldó erjesztőt tartalmaz, a test szöveteit gyorsan változtatja át folyékony nedvvé. Ilyenkor a rablónak könnyű dolga van, csak a táplálónedvet kell felszürcsölnie, a kiszürcsölt rovarok és ászkákból pedig csak üres bőrük marad meg. Lélegzésre a csíkbogárlárva is felszáll a víztükörhöz és a nyitott utolsó lélegzőnyíláspárral veszi fel a levegőt. Kifejlődött állapotában a lárva elhagyja a vizet és a nedves parton gyepdarabkák alatt, vagy kis földi lyukban alakul bábbá.